# Hash House Harriers
O Hash House Harriers (frequentemente abreviado como "HHH" ou "H3", ou então mencionado apenas como o Hash) é um grupo informal que se reúne regularmente  para uma actividade atlética (caminhada ou corrida) seguida de sessões de bebida, especialmente de cerveja. Uma definição muito usada para o grupo é "um grupo de bebida com um problema de corrida" (a drinking group with a running problem).
O Hash é formado por centenas de grupos nas maiores cidades do mundo, com uma organização extremamente descentralizada. Cada grupo reúne-se com uma frequência que depende do número de membros, mas na maioria das vezes semanalmente.

## História
O Hash foi fundado em Kuala Lumpur, na Malásia, em 1938, por um grupo de funcionários coloniais e expatriados britânicos liderados por um contabilista de ascendência catalã, A.S. Gispert. A origem e desenvolvimento do grupo explicam o seu carácter profundamente britânico que ainda se mantém hoje. O nome deriva de um clube, o Selangor Club Annex, onde os funcionários estavam aquartelados, a que estes davam o nome de Hash House devido à sua comida monótona. A necessidade de dar um nome e estatutos ao grupo de corredores do clube levou à denominação Hash House Harriers.
A actividade do grupo esteve suspensa durante a Segunda Guerra Mundial e invasão japonesa da Malásia, mas recomeçou depois de terminado o conflito. A expansão do Hash começa em 1962, com a fundação de um segundo grupo em Singapura, espalhando-se depois pela Ásia, Austrália e Nova Zelândia, Europa e América, conhecendo o seu maior crescimento na década de 1970. Hoje o Hash encontra-se espalhado por todo o mundo, devendo muito da sua expansão à Internet. 